# SN 1954E
SN 1954E – supernowa odkryta 26 września 1954 roku w galaktyce NGC 753. W momencie odkrycia miała maksymalną jasność 18,50m.